# تقليم
التقليم هو إحدى العمليات الزراعية التي تجرى على النباتات الخشبية بما فيها الأشجار المثمرة ونباتات الزينة.

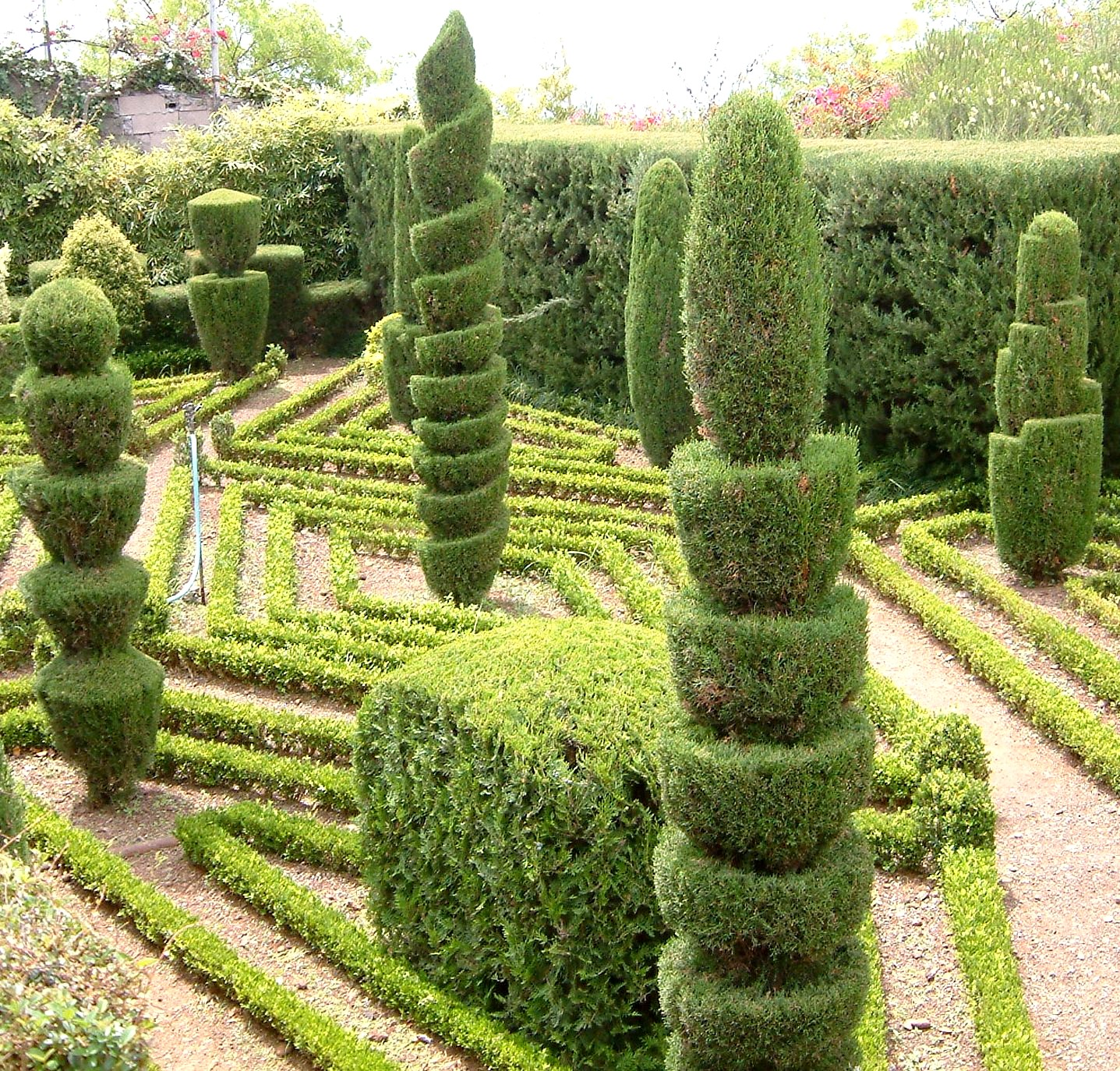
تقليم الأشجار والشجيرات بهدف الزينة

## أهداف التقليم
يعمد التقليم إلى تنظيم نمو الأشجار والشجيرات بغية:
- تحسين المظهر الجمالي للشجرة، كما هو الحال مع أشجار الحدائق ونباتات الأسيجة.
- تنظيم الحمل، حيث يقوم التقليم بالحد من النمو الخضري بغية موازنته مع النمو الزهري وزيادة الحمل. يحد هذا النوع من التقليم من ظاهرة المعاومة.
- إزالة الفروع والأغصان التالفة أو الميتة.
- تقوية الشجرة الضعيفة وتجديد شبابها.
- المساعدة على التغلب على الإصابة بالأمراض والآفات بإزالة الأجزاء المصابة أو الميتة.
- توزيع السطح المثمر على الشجرة توزيعاً متساوياً، فلا تثقل الثمار كاهل بعض الجذوع وتعرضها للكسر بينما تخلوا أفرع أخرى منها.
- التحكم في كمية كل من النمو الخضري والثمري حتى لايطغى أي منهما على الآخر، وهي ناحية لها اهميتها الكبرى بالنسبة لطاقة الأشجار واستمرارها في الاثمر وجودة الثمار.
- الحصول على ثمار عالية الجورد من ناحية الحجم واللون والطعم.

يكون التقليم بإزالة أجزاء من الشجرة في وقت محدد من السنة لتحقيق أغراض خاصة بالتقليم. يبدأ تقليم الأشجار المثمرة عادة بعد دخول النبات مرحلة طور السكون مباشرة ويمكن الاستمرار بعملية التقليم حتى بداية فصل الربيع.

## أساسيات التقليم
- البدء في التقليم بعد دخول النبات مرحلة طور السكون مباشرة.
- استخدام أدوات تقليم نظيفة وحادة.
- الاحتفاظ بمادة معقمة (مثل الكحول) وقطع قماش نظيفة لاستخدامها في تعقيم أدوات التقليم عند الانتهاء من عملية التقليم.
- عند إزالة (قص) الأفرع بكاملها يجب عدم ترك أي جزء من الفرع منعا لتشجيع النموات والأفرع المائية (السرطانات) من الجزء الزائد.
- اختيار مكان القص يجب أن يكون فوق البرعم مباشرة وبشكل مائل.

## معاملات أخرى للتقليم
تجري عمليات أخرى لإنجاز عملية التقليم بجانب عملية القطع أو إزالة النموات الحديثة (السرطنة) وتشمل:
- قرط الاشجار Cutting Out

وتجري بقرط الجذع إلى مستوى أعلى بقليل من سطح الأرض، وتستخدم هذه العملية عند الرغبة ف تغيير الأصناف بالتركيب القمي.
- تقصير الأفرع Heading back cut

من الممكن أيضاً تسميتها Heading-back ومنها تقصير الأفرع جزئياً أو كلياً ويترك فقط الجذع وقواعد الأفرع الرئيسية اللتي تكون هيكل الشجرة للغرض السابق أيضاً.
- خف الأفرع المزاحمة Deharning

وذلك بإزالة بعض الأفرع الثانوية أو الفريعات إزالة تامة.
وعند العمليات المساعدة أيضاً لعملية التقليم تجري بعض المعاملات لأغراض مختلفة ولها نفس تأثير عملية التقليم، ومنها:
- خف البراعم
- التطويش
- خف الأزهار والإثمار
- خف الدوابر
- الحز
- التحليق
- تعديل وضع الفروع  عن طريق ربط الفرع إلى أسفل أو ثنيها، وذلك بغرض دفع الفروع إلى الإثمار.

## أقسام التقليم
للتقسيم عدة أوجه وتأثيرات عديدة، ولذا يتشعب تقسيمه.

### التقسيم من حيث الغرض
أ ـ تقليم زراعة: ويقصد به تقليم الغراس بعد قلعها من المشتل.
ب ـ تقليم تربية: ويبدأ من وقت زراعة الغراس في البستان ويستمر لحين بدء الإثمار.
ج ـ تقليم إثماري: يهدف هذا النوع إلى إيجاد التوازن بين النمو الخضري والنمو الثمري للشجرة.

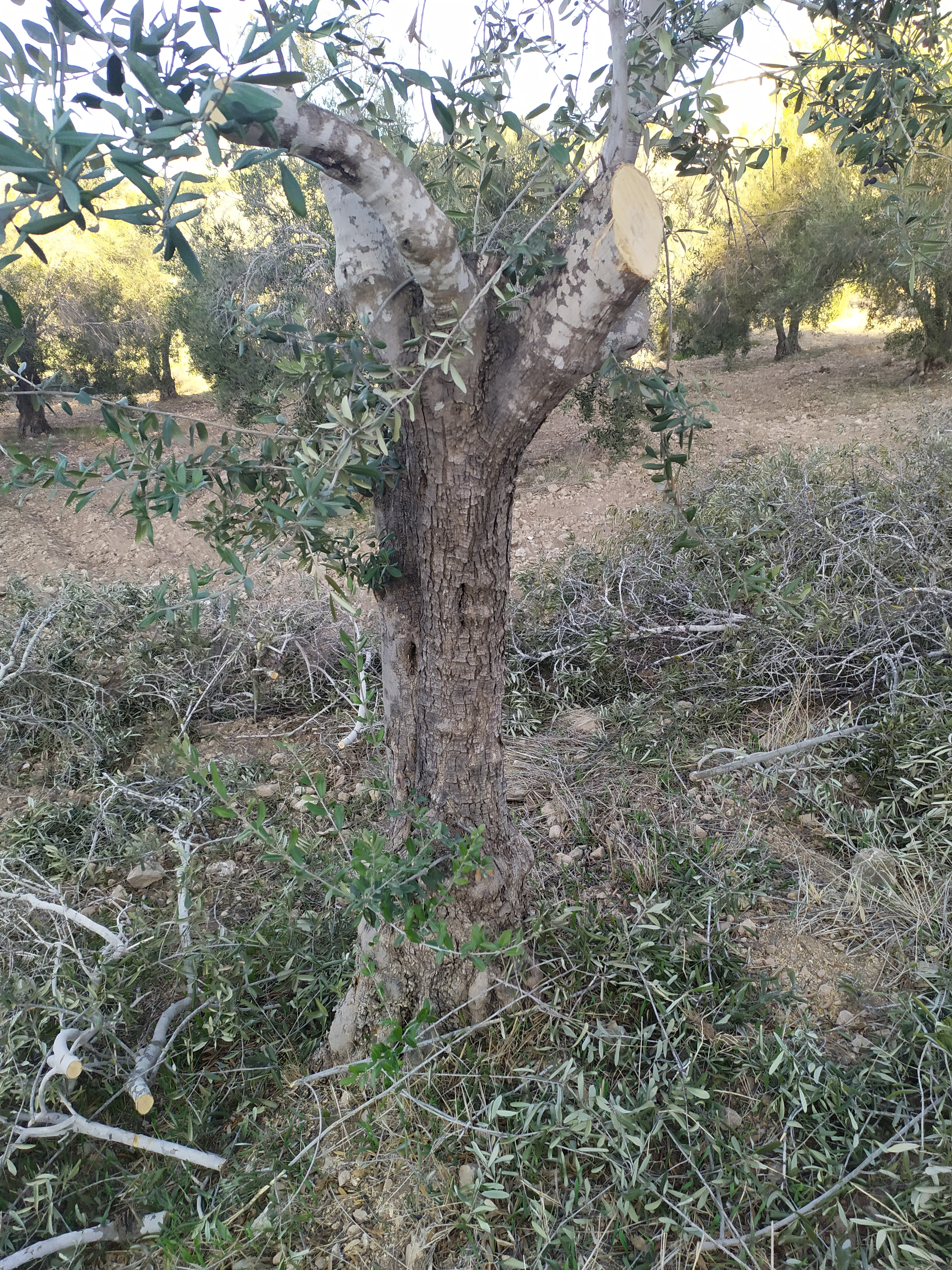
تقليم تجديد أشجار الزيتون الكبيرة

د ـ تقليم التجديد: ويسمى أيضا تقليم التشبيب، ويتضمن إزالة الفروع الرئيسية الكبيرة والثانوية للأشجار المعمرة كبيرة الحجم.

### التقسيم من حيث وقت إجرائه
1- التقليم الشتوي.
2- التقليم الصيفي.